# Blümeltalbach
Der Blümeltalbach ist ein Nebenfluss des Obermoosbachs, der wiederum ein Nebenfluss der Mur ist. Der Blümeltalbach gehört damit zum Flusssystem der Donau. Seine Quelle liegt im Osten Fohnsdorfs (Rattenberg). Eine Strecke weit bildet er die Grenze von Fohnsdorf zu Spielberg und mündet dann in den Obermoosbach.